# إيما (ملكة هولندية)
الأميرة إيما من فالدك وبيرمونت (بالألمانية: Adelheid Emma Wilhelmina Theresia zu Waldeck und Pyrmont) (2 أغسطس 1858 – 20 مارس 1934)، قرينة ملك هولندا والدوقة العظمى للوكسمبورغ كزوجة لفيلم الثالث ملك هولندا. عضو ذو شعبية كبيرة في العائلة الملكية الهولندية، كما كانت أيضاً وصية على ابنتها فيلهلمينا ملكة هولندا أثناء فترة طفولتها.